# デパートメント・ストア (宝塚歌劇)
『デパートメント・ストア』は、宝塚歌劇団の舞台作品。雪組公演。形式名は「住友VISAシアター ショー」。12場。
作・演出は正塚晴彦。併演作品は『凱旋門』。

## 解説
※『宝塚歌劇100年史（舞台編）』の宝塚大劇場公演参考。
アメリカ合衆国の大都会が舞台。好景気に浮かれるデパートでは、社長のリッチーや店員が客と共にエネルギッシュに歌い踊っている。そこに紛れ込んできたフレックスはエレベーターガールのジャネットと知り合い恋が生まれる。やがて好景気は終わり、デパートはゴーストタウンのようになる。老舗百貨店が時代の移り変わりと共にリニューアルオープンするまでのプロセスをモチーフにした、ファッショナブルで小粋なショー。
正塚晴彦が初めて大劇場でショーを作・演出した作品。

## 公演期間と公演場所
- 2000年6月30日 - 8月14日[1]　宝塚大劇場 ＊初演
- 2000年9月22日 - 10月29日[2]　TAKARAZUKA1000days劇場（東京）

## スタッフ
※氏名の後ろに「宝塚」「東京」の文字がなければ両劇場共通。
- 作曲・編曲[1][2]：高橋城/宮原透/鞍富真一
- 音楽指揮[1][2]：岡田良機
- 振付[1][2]：伊賀裕子/上島雪夫/川崎悦子
- 装置[1][2]：大橋泰弘
- 衣装[1][2]：任田幾英
- 照明[1][2]：勝柴次朗
- 歌唱指導[1][2]：楊淑美
- 音響[1][2]：加門清邦
- 小道具[1][2]：伊集院撤也
- 効果[5][2]：扇野信夫
- 演出助手[3][2]：児玉明子
- 振付助手[3][2]：渡辺聡美
- 音楽助手[3][2]：木川田新
- 衣装補[3][2]：河底美由紀
- 装置助手[3][2]：國包洋子
- 小道具補[3][2]：福原徹
- 舞台進行[3][2]：恵見和弘
- 舞台監督[2]：藤村信一（東京）/木村信也（東京）/中村兆成（東京）/林田勇吾（東京）
- 舞台美術製作[3][2]：株式会社宝塚舞台
- 演奏[3]：宝塚歌劇オーケストラ（宝塚）
- 録音演奏[2]：宝塚歌劇オーケストラ（東京）
- 制作[3][2]：村上信夫

## 特別出演
※氏名の後ろの（）は2000年当時の所属組。
- 矢代鴻（専科）[3]
- 香寿たつき（専科）[3]
- 汐風幸（専科）[3]

## 主な配役
宝塚
- フレックス - 轟悠[3]
- ジャネット - 月影瞳[3]
- リッチー - 香寿たつき[3]
- 店員・男、マネージャー・ゾンビ、マネージャー - 汐風幸[3]
- 店員・男、産業テロリスト、ドアボーイ - 安蘭けい[3]
- 店員・男、ドアボーイ - 成瀬こうき[3]
- 店員・男、ドアボーイ - 朝海ひかる[3]
- ティディー - 矢代鴻[3]

東京の変更点
- リッチー - 汐風幸[2]
- 店員、マネージャー・ゾンビ、ドアボーイ - 朝海ひかる[2]
- 店員、マネージャー - 成瀬こうき[2]
- ドアボーイ - 貴城けい[2]
- 店員、ドアボーイ - 立樹遥[2]